# ハンブロール
ハンブロール（Humbrol）は、イギリスの模型キット、玩具、模型用塗料メーカーである。

## 概要
プラモデルやプラモデル用塗料を製造・発売している。傘下にエアフィックスやスカイマークス、ヤングサイエンティスト等のブランドを擁していたが、2006年に倒産し、程なく鉄道模型メーカーのホーンビィに買収され業務を再開した。
同社の主要商品であるエナメル系塗料は、日本国内では模型用としては少数派であるが、欧米では水溶性のアクリル系塗料と共に広く使用されている。

## 歴史
ハンブロール社は1919年、Humbrol Oil Company としてキングストン・アポン・ハルで創業した。1930年代後半からエナメル系塗料の生産を始め、プラモデルが普及を始めた1950年代から1960年代にかけてプラモデル用の塗料や模型製作用品を充実させた。
1976年、アメリカの食品メーカーであるボーデン社の一部門となる。5年後、ボーデン社はフランスの模型メーカーであるエレールも傘下に収める。
1986年にはイギリスの老舗模型メーカー、エアフィックスもグループに加わり、エアフィックスの製品もエレールのTrun工場で生産されるようになる。1994年、ボーデン社の経営悪化により、模型会社グループはアイルランドの投資会社であるAllen & McGuireの傘下に入り、ハンブロールの名のもとに再構築（リストラ）される。エレールは2005年に売却されたが、ハンブロール向けのキットの供給は継続される。
2006年8月31日、エレールの倒産に続いてハンブロールも倒産し管理下に入る。
2006年11月10日、ホーンビィがハンブロールと傘下のブランドを260万ポンドで買収する事を発表する。

## 特筆すべき人物
芸術家のGeorge Shawは、ハンブロールのエナメル塗料を使用してキャンバス上に非常に写実的な絵を描く。